# Roma moderna
Roma moderna : un secolo di storia urbanistica, en français Rome moderne. Un siècle d’histoire urbanistique, est un essai par Italo Insolera sur l’histoire urbaine de Rome paru en 1962.
À partir des dernières années du gouvernement papal et de l’enthousiasme déclenché par l’établissement de la nouvelle capitale nationale à Rome, l'auteur y évoque les réalisations des dernières décennies du XIXe siècle, qu'il juge contradictoires, les années difficiles qui suivirent la première guerre mondiale, la politique urbaniste de la période fasciste, à son avis absurde, pour arriver, après ce qu'il voit comme le réveil culturel, les espoirs et les projets de l’après-guerre immédiat, à la complexe situation récente, qu'il trouve alarmante et toujours d’actualité.
Par son analyse, ce livre recompose l’histoire d’une ville qui continue, sans y parvenir selon Insolera, à poursuivre sa propre physionomie urbanistique.
Après nombre d'éditions se succédant pendant la période 1962-2001, l'ouvrage est finalement réédité sous le nouveau titre Roma moderna. Da Napoleone I al XXI secolo, dans une édition revue, s'étendant sur deux siècles (à partir de 1811 jusqu'en 2011). C’est en effet en 1811 que Napoléon signe celles qu'Insolera voit comme les premières lois modernes dans l’histoire urbanistique de Rome, capitale de la papauté, du royaume d’Italie et enfin de la République.
L'édition anglaise a obtenu le prix Gerd Albers Award Best Book 2019 de l'association ISOCARP. 

## Éditions principales
- Italo Insolera, Roma moderna : un secolo di storia urbanistica, Torino, collection Piccola Biblioteca Einaudi, Einaudi, 279 pages, vingt chapitres, 1962.
- Italo Insolera, Roma moderna. Un secolo di storia urbanistica. 1870-1970 (Rome moderne. Un siècle d’histoire urbanistique. 1870-1970), collection Piccola Biblioteca Einaudi, Einaudi, 345 pages, vingt-quatre chapitres, 2001.  (ISBN 88-06-15931-3)
- Italo Insolera, Paolo Berdini (collaborateur), Roma moderna. Da Napoleone I al XXI secolo (Rome moderne. De Napoléon Ier au XXIe siècle), collection Piccola Biblioteca Einaudi, Einaudi, 403 pages, trente chapitres, 2011.  (ISBN 978-88-06-20876-9)
- Italo Insolera, Modern Rome: From Napoleon to the Twenty-First Century, éditeurs Lucia Bozzola, Roberto Einaudi, Marco Zumaglini (première édition anglaise paperback ; basée sur l'édition 2011), Cambridge Scholars Publishing, 508 pages, 2021.  (ISBN 978-1-5275-4795-7)